# Щербина Володимир Анатолійович
Володимир Анатолійович Щербина(7 січня 1950 — 9 січня 2015)— український журналіст, Заслужений журналіст України (2007).

## Біографія
Народився 7 січня 1950 року у місті Києві в родині лікарів. Дитинство провів на Черкащині. У 1967 року закінчив середню школу в місті Ватутіне Звенигородського району Черкаської області. Того ж року вступив на теплоенергетичний факультет Київського політехнічного інституту, який закінчив 1973 року. Працював інженером на заводі «Ленінська кузня» (1973—1990).
Депутат Київської міської Ради (1990—1994), секретар Комісії з національних і мовних питань.
Начальник відділу в Антимонопольному комітеті України (1994—1996).
Працював журналістом в газеті Вечірній Київ (1996—2007 рр.), редактор відділу. Член Товариства Української мови (1989), яке у 1991 році було реорганізоване у Всеукраїнське товариство «Просвіта» імені Тараса Шевченка, Народного Руху України (1989), Київської міської організації всеукраїнського товариства «Меморіал» імені Василя Стуса (1997), Спілки журналістів України(2001). Заслужений журналіст України (2007).